# Håkan Algotsson
Håkan Algotsson (* 5. August 1966 in Tyringe) ist ein ehemaliger schwedischer Eishockeytorwart, der in seiner aktiven Zeit von 1983 bis 2001 unter anderem für den Västra Frölunda HC in der Elitserien und die Starbulls Rosenheim in der Deutschen Eishockey Liga gespielt hat. 

## Karriere
Håkan Algotsson begann seine Karriere als Eishockeyspieler bei Tyringe SoSS, für das er von 1983 bis 1988 aktiv war und mit dem er in der Saison 1985/86 aus der drittklassigen Division 2 in die Division 1 aufstieg. Anschließend wechselte der Torwart im Sommer 1988 zu deren Ligarivalen Västra Frölunda HC, mit dem er auf Anhieb den Aufstieg in die Elitserien erreichte. Dort stand er die folgenden zehn Jahre zwischen den Pfosten, ehe er zur Saison 1999/2000 einen Vertrag bei den Starbulls Rosenheim aus der Deutschen Eishockey Liga erhielt. Als diese sich am Saisonende aus der DEL zurückzogen, kehrte der Schwede zu Västra Frölunda zurück, bei dem er 2001 seine Laufbahn beendete. 

### International
Für Schweden nahm Algotsson an der Weltmeisterschaft 1992 sowie den Olympischen Winterspielen 1994 in Lillehammer teil. 

## Erfolge und Auszeichnungen
- 1986 Aufstieg in die Division 1 mit Tyringe SoSS
- 1989 Aufstieg in die Elitserien mit dem Västra Frölunda HC
- 1992 Goldmedaille bei der Weltmeisterschaft
- 1994 Goldmedaille bei den Olympischen Winterspielen